# Список дипломатических миссий Республики Корея

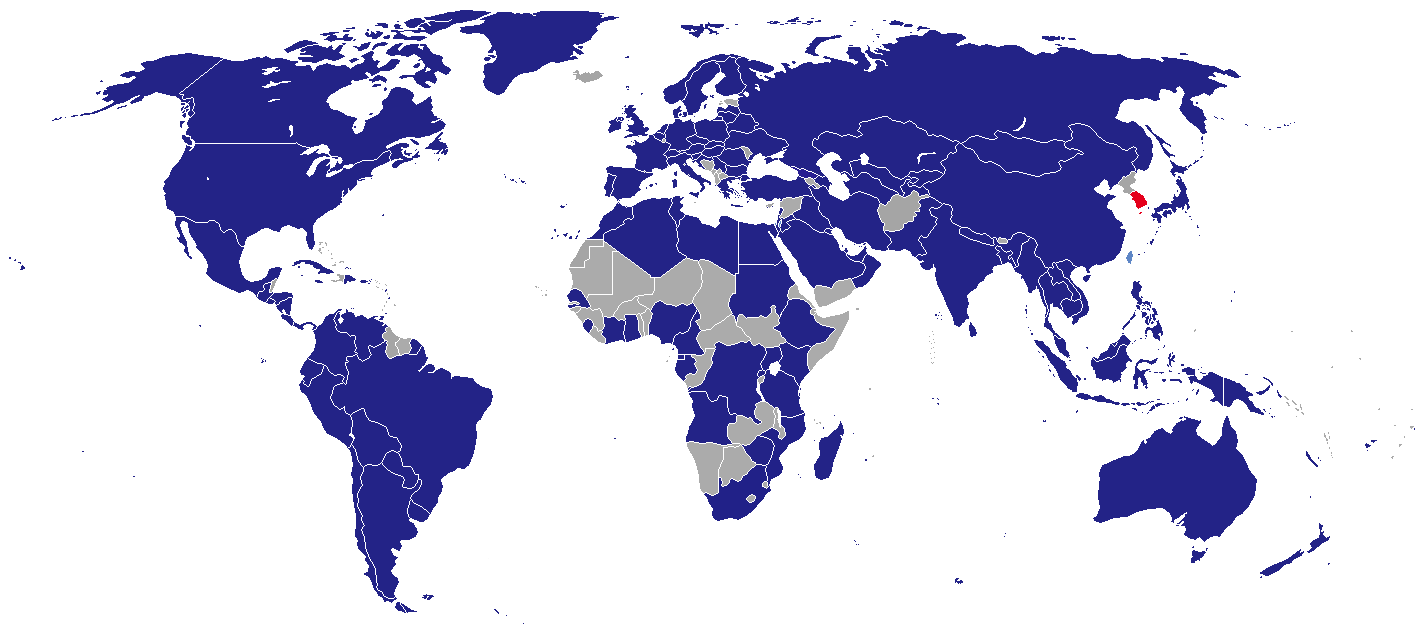

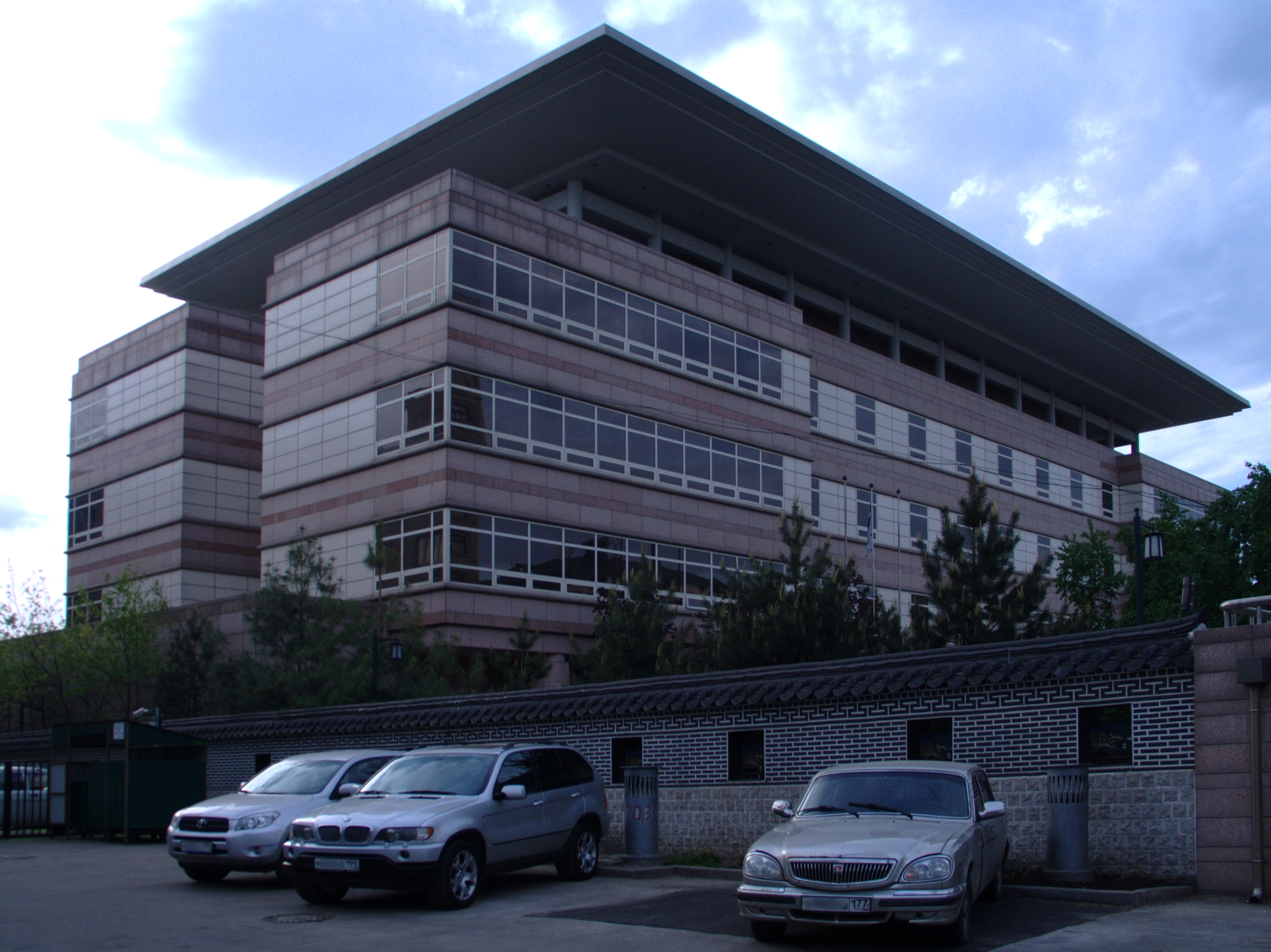
Посольство Южной Кореи в Москве

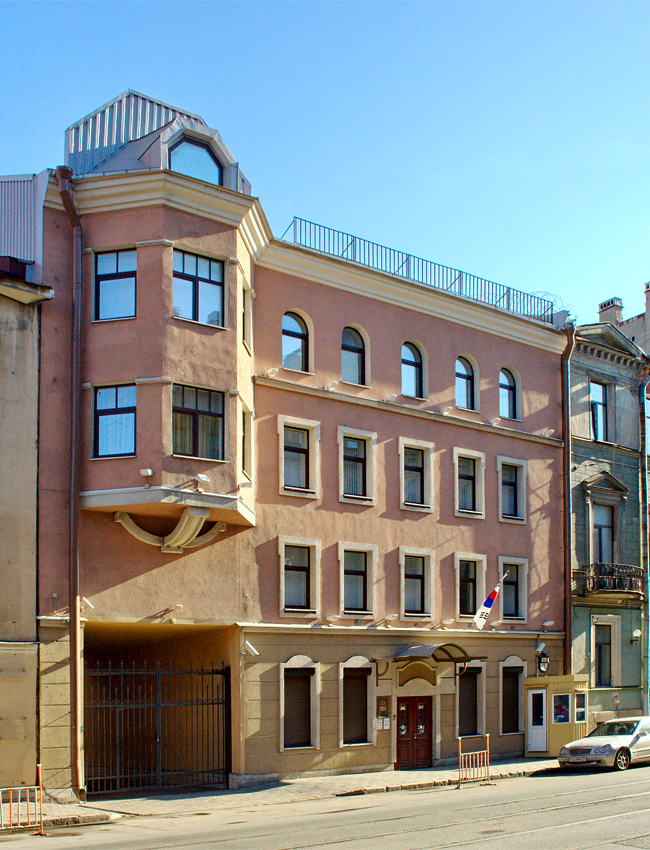
Генеральное консульство Южной Кореи в Санкт-Петербурге

Список дипломатических миссий Республики Кореи — в 1980-е годы правительство Южной Кореи начинает осуществлять новую, так называемую «северную» внешнюю политику, направленную на установление отношений с государствами социалистического лагеря в Европе и Азии. В 1990-е, с началом экономического кризиса в восточно-азиатских государствах, Ю.Корея в целях экономии средств закрывает ряд своих представительств за рубежом. В настоящее время эта страна вновь расширяет сеть своих дипломатических миссий, открывая новые и восстанавливая ранее закрытые.

## Африка
- Алжир, Эль-Джазаир (посольство)
- Ангола, Луанда (посольство)
- Камерун, Яунде (посольство)
- Демократическая Республика Конго, Киншаса (посольство)
- Кот д’Ивуар Абиджан (посольство)
- Египет, Каир (посольство)
- Эфиопия, Аддис-Абеба (посольство)
- Габон, Либревиль (посольство)
- Гана, Аккра (посольство)
- Кения, Найроби (посольство)
- Ливия, Триполи (посольство)
- Марокко, Рабат (посольство)
- Нигерия, Абуджа (посольство)
  - Лагос (консульство)
- Сенегал, Дакар (посольство)
- ЮАР, Претория (посольство)
- Судан, Хартум (посольство)
- Танзания, Дар-эс-Салам (посольство)
- Тунис, Тунис (посольство)
- Зимбабве, Хараре (посольство)

## Северная Америка
- Канада, Оттава (посольство)
  - Монреаль (генеральное консульство)
  - Торонто (генеральное консульство)
  - Ванкувер (генеральное консульство)
- Коста-Рика, Сан-Хосе (посольство)
- Куба, Гавана (посольство)
- Доминиканская республика, Санто-Доминго (посольство)
- Сальвадор, Сан-Сальвадор (посольство)
- Гватемала, Гватемала (посольство)
- Гондурас, Тегусигальпа (посольство)
- Мексика, Мехико (посольство)
- Никарагуа, Манагуа (посольство)
- Панама, Панама (посольство)
- Тринидад и Тобаго, Порт-оф-Спейн (посольство)
- США, Вашингтон (посольство)
  - Атланта (генеральное консульство)
  - Бостон (генеральное консульство)
  - Чикаго (генеральное консульство)
  - Хьюстон (генеральное консульство)
  - Лос-Анджелес (генеральное консульство)
  - Гонолулу (генеральное консульство)
  - Нью-Йорк (генеральное консульство)
  - Сан-Франциско (генеральное консульство)
  - Сиэтл (генеральное консульство)
  - Анкоридж (консульство)
  -  Гуам, Хагатна (консульство)
  - Тамунинг (консульство)

## Южная Америка
- Аргентина, Буэнос-Айрес (посольство)
- Боливия, Ла-Пас (посольство)
- Бразилия, Бразилиа (посольство)
  - Сан-Паулу (генеральное консульство)
- Чили, Сантьяго (посольство)
- Колумбия, Богота (посольство)
- Эквадор, Кито (посольство)
- Парагвай, Асунсьон (посольство)
- Перу, Лима (посольство)
- Уругвай, Монтевидео (посольство)
- Венесуэла, Каракас (посольство)

## Азия
- Афганистан, Кабул (посольство)
- Бангладеш, Дакка (посольство)
- Бруней, Бандар-Сери-Бегаван (посольство)
- Мьянма, Янгон (посольство)
- Камбоджа, Пном-Пень (посольство)
- Китай, Пекин (посольство)
  - Гуанчжоу (генеральное консульство)
  - Гонконг (генеральное консульство)
  - Шанхай (генеральное консульство)
  - Шэньян (генеральное консульство)
  - Чэнду (генеральное консульство)
  - Циндао (генеральное консульство)
  - Ухань (генеральное консульство)
  - Сиань (генеральное консульство)
- Индия, Нью-Дели (посольство)
  - Мумбай (генеральное консульство)
- Индонезия, Джакарта (посольство)
- Иран, Тегеран (посольство)
- Ирак, Багдад (посольство)
- Израиль, Тель-Авив (посольство)
- Иордания, Амман (посольство)
- Япония, Токио (посольство)
  - Фукуока (генеральное консульство)
  - Хиросима (генеральное консульство)
  - Нагоя (генеральное консульство)
  - Ниигата (генеральное консульство)
  - Осака (генеральное консульство)
  - Саппоро (генеральное консульство)
  - Сендай (генеральное консульство)
  - Иокогама (генеральное консульство)
  - Кобе (генеральное консульство)
- Казахстан, Астана (посольство)
  - Алматы (консульство)
- Киргизия, Бишкек (посольство)
- Кувейт, Эль-Кувейт (посольство)
- Лаос, Вьентьян (посольство)
- Ливан, Бейрут (посольство)
- Малайзия, Куала-Лумпур (посольство)
- Монголия, Улан-Батор (посольство)
- Непал, Катманду (посольство)
- Оман, Маскат (посольство)
- Пакистан, Исламабад (посольство)
  - Карачи (генеральное консульство)
- Филиппины, Манила (посольство)
- Государство Палестина Рамаллах (представительство)
- Катар, Доха (посольство)
- Саудовская Аравия, Эр-Рияд (посольство)
  - Джидда (генеральное консульство)
- Сингапур (посольство)
- Шри-Ланка, Коломбо (посольство)
- Тайвань, Тайбэй (представительство)
- Таджикистан, Душанбе (посольство)
- Таиланд, Бангкок (посольство)
- Восточный Тимор, Дили (посольство)
- Турция, Анкара (посольство)
  - Стамбул (генеральное консульство)
- Туркменистан, Ашхабад (посольство)
- ОАЭ, Абу-Даби (посольство)
  - Дубай (генеральное консульство)
- Йемен, Сана (посольство)
- Узбекистан, Ташкент (посольство)
- Вьетнам, Ханой (посольство)
  - Хошимин (генеральное консульство)

## Европа
- Австрия, Вена (посольство)
- Азербайджан, Баку (посольство)
- Белоруссия, Минск (посольство)
- Бельгия, Брюссель (посольство)
- Болгария, София (посольство)
- Хорватия, Загреб (посольство)
- Чехия, Прага (посольство)
- Дания, Копенгаген (посольство)
- Финляндия, Хельсинки (посольство)
- Франция, Париж (посольство)
- Германия, Берлин (посольство)
  - Франкфурт-на-Майне (генеральное консульство)
  - Гамбург (генеральное консульство)
  - Бонн (консульство)
- Греция, Афины (посольство)
- Ватикан (посольство)
- Венгрия, Будапешт (посольство)
- Ирландия, Дублин (посольство)
- Италия, Рим (посольство)
  - Милан (генеральное консульство)
- Нидерланды, Гаага (посольство)
- Норвегия, Осло (посольство)
- Польша, Варшава (посольство)
- Португалия, Лиссабон (посольство)
- Румыния, Бухарест (посольство)
- Россия, Москва (посольство)
  - Санкт-Петербург (генеральное консульство)
  - Иркутск (генеральное консульство)
  - Владивосток (генеральное консульство)
  - Южно-Сахалинск (консульство)
- Сербия, Белград (посольство)
- Словакия, Братислава (посольство)
- Испания, Мадрид (посольство)
  - Лас-Пальмас (консульство)
- Швеция, Стокгольм (посольство)
- Швейцария, Берн (посольство)
  - Женева (генеральное консульство)
- Украина, Киев (посольство)
- Великобритания, Лондон (посольство)

## Океания
- Австралия, Канберра (посольство)
  - Сидней (генеральное консульство)
- Фиджи, Сува (посольство)
- Новая Зеландия, Веллингтон (посольство)
  - Окленд (консульство)
- Папуа-Новая Гвинея, Порт-Морсби (посольство)

## Международные организации
- - Брюссель (постоянная миссия при ЕС)
  - Женева (постоянная миссия при ООН)
  - Женева (постоянная миссия при Конференции по разоружению)
  - Женева (постоянная миссия при ВТО)
  - Монреаль (представительство при ICAO)
  - Гаага (представительство при Международном трибунале)
  - Нью-Йорк (постоянная миссия при ООН)
  - Париж (постоянная миссия при ЮНЕСКО)
  - Рим (делегация при ФАО)
  - Вена (постоянная миссия при учреждениях ООН)
  - Вашингтон (делегация при МВФ)
  - Вашингтон (делегация при Международном банке реконструкции и развития).